# نیروگاه سیکل ترکیبی چادرملو
نیروگاه سیکل ترکیبی چادرملو (کیلومتر ۲۵ جاده اردکان - نایین، در مجاورت کارخانه گندله‌سازی اردکان)، یکی از نیروگاه‌های ایران از نوع سیکل ترکیبی با ظرفیت تولید ۴۹۲ مگاوات است که شامل ۲ واحد گازی ۱۶۶ مگاواتی مدل Map2+ و ۱ واحد بخار ۱۶۰ مگاواتی است. سوخت اصلی این نیروگاه گاز طبیعی و سوخت پشتیبان آن نفت گاز (گازوئیل) است.
این نیروگاه شامل دو دستگاه بویلر بازیاب حرارتی با مشعل اضافی و سیستم خنک‌کن از نوع ACC است.
کارفرمای ساخت نیروگاه، شرکت صنعتی و معدنی چادرملو و پیمانکار شرکت مپنا، شرکت مپنا بین‌الملل و شرکت احداث و توسعه نیروگاه‌های سیکل ترکیبی مپنا (توسعه ۲) هستند.
نیروگاه چادرملو بیشتر به منظور تأمین برق کارخانجات گندله‌سازی و احیای مستقیم آهن شرکت معدنی و صنعتی چادرملو ساخته شده‌است.

## اطلاعات فنی
نیروگاه سیکل ترکیبی سرو (چادرملو) با یک بلوک کامل شامل دو واحد گازی مدل V94.2 زیمنس با ظرفیت ۱۶۶ مگاوات و یک واحد بخار مدل E30-16-1 زیمنس با ظرفیت ۱۶۰ مگاواتی جمعاً به ظرفیت ۴۹۲ مگاوات در شرایط ایزو (دمای ۱۵ درجه سانتیگراد، رطوبت ۶۰ درصد و فشار هوای یک اتمسفر) با سرمایه گزاری شرکت صنعتی چادرملو در زمینی به مساحت ۱۰۰ هکتار در استان یزد، کیلومتر ۲۵ جاده اردکان - نایین (در مجاورت مجتمع گندله سازی چادرملو) واقع شده‌است.
تجهیزات اصلی نیروگاه شامل توربین‌ها، ژنراتورها، مبدل‌های بازیافت حرارت (HRSG) و سامانه‌های خنک‌کاری همگی ساخت کارخانجات گروه مپنا می‌باشد.

## روزشمار ساخت و هزینهٔ نیروگاه
قرارداد ساخت نیروگاه در آذر ۱۳۹۱ با شرکت مپنا بسته شد. به گفتهٔ محمود سیدی، مدیر مالی و اقتصادی شرکت معدنی چادرملو کار راه‌اندازی ساخت نیروگاه چادرملو با هزینهٔ ۲۶۵ میلیون یورو آغاز شد.
نخستین واحد گازی نیروگاه در تیرماه ۱۳۹۳ و دومین واحد در شهریور همان سال تکمیل شد. این واحدها در آذرماه ۹۳ و با حضور علی لاریجانی، رئیس مجلس شورای اسلامی افتتاح شد.
همچنین واحد بخار در اردیبهشت ۱۳۹۵ با شبکهٔ سراسری سنکرون گردید و در بهمن‌ماه سال ۱۳۹۶ و با حضور اسحاق جهانگیری، معاون اول رئیس‌جمهور در یزد افتتاح گردید.